# Фетваджян Аршак Абрамович
Фетваджян Аршак Абра́мович (вірм.Արշակ Աբրահամի Ֆեթվաճյան; 1 жовтня 1866, Трабзон, Османська імперія — 10 жовтня 1947 Медфорд, Массачусетс, США) — вірменський художник, живописець і дизайнер. Найбільш відомий як автор акварелі архітектурних пам'яток середньовічного вірменського міста Ані, а також як проектувальник грошових знаків і поштових марок Демократичної Республіки Вірменії.

## Біографія

### Дитячі та юнацькі роки
Аршак Фетваджян народився в 1866 році в Трапезунді. У рідному місті він навчався в національному художньому інституті, а потім продовжив своє навчання в Державній художній школі, відкритій в Константинополі вірменським скульптором Ерванда Восканом. Тут Аршак навчався техніці акварелі у італійця Валері. Після закінчення художньої школи в 1887 році, Фетваджян продовжив навчання за кордоном. Він поїхав до Риму і був прийнятий в академію Сан-Лука, де навчався у італійського живописця і скульптора Чезаре Маккари.

### Творче становлення
У 1891 році Аршак Фетваджян взяв участь в італійській національній художній виставці, де його художній талант виявився в центрі уваги. У тому ж році він їде на навчання до Відня. Багато разів Фетваджян бував у Венеції, Вірменському Острові Святого Лазаря (Сан-Ладзаро-дельї-Армені), де спілкується з Алішан, пише його портрет — один з небагатьох.
У 1895 році А. Фетваджян переїжджає в Санкт-Петербург. У Росії він брав участь у художніх виставках і приєднався до Союзу російських художників. На прохання театральних влади Аршак Абрамович недовгий час займався театральною критикою. Крім іншого в Санкт-Петербурзі Аршак Абрамович зайнявся вивченням архітектури.

### Кавказький період

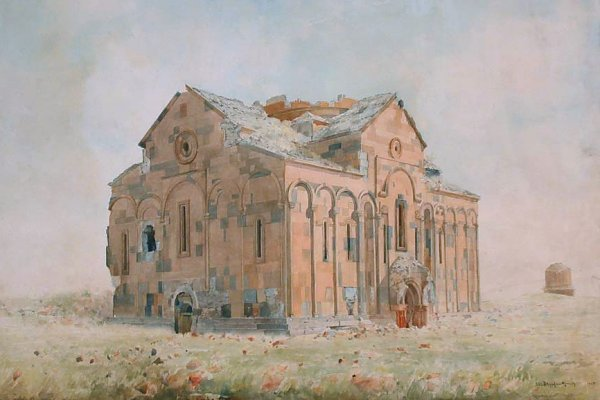
«Кафедральний собор Ані» (акварель, 1905)

На початку 1900-х років А.Фетваджян поїхав в Закавказзя, де організував кілька своїх виставок в Батумі, Тбілісі і Баку. В якості художника-дослідника він брав участь в археологічних розкопках (під керівництвом Миколи Марра) середньовічної вірменської столиці Ані — міста, в якому зосередилися одні з найвидатніших прикладів вірменської архітектури середньовіччя. Вивчивши все місто, Аршак Абрамович зробив понад тисячу акварелей і малюнків каплиць, палаців, церков і монастирів, зафіксувавши в найдрібніших подробицях їх деталі і декор. Багато що з того, що зобразив художник, потім або зовсім зникло, або сильно змінилося.
У 1906 році Фетваджян переїхав в Тифліс, де залишився на тринадцять років. У цей час він багато їздить по Європі, Вірменії. Вивчає історію вірменської архітектури, декоративно-ужиткове мистецтво, національний костюм. Робить акварельні малюнки вірменської одягу. Крім історичних пам'яток Ані Фетваджян також зобразив і інші вірменські пам'ятки культури Кавказу (наприклад, «Базиліка Текора» в Карс), життя і пейзажі Вірменії (наприклад, «Східна Пошта», «Гора Араґац», «Озеро Севан»), портрети вірмен і інших народів.

### Створення банкнот і марок
У травні 1918 року була проголошена Демократична Республіка Вірменія (ДРВ). Через рік керівництво республіки доручив Аршаку Фетваджяну підготувати зразки грошей і знаків поштової оплати ДРВ. Замовлення на друкування банкнот виконала лондонська банкнотопечатающа фірма «Ватерлоо і сини», а серію з 10 стандартних марок, оригінальних малюнків виготовила в листопаді 1920 року паризька друкарня Шаспо [5]. Однак ці банкноти і марки не надійшли в обіг, оскільки до моменту їх виходу уряд партії Дашнакцутюн було повалено, а Вірменія проголошена Соціалістичної Радянської Республікою. Надалі марки Фетваджяна з номіналами в 1, 3, 5, 10 і 15 рублів з чорної надпечаткой герба РСР Вірменії використовувалися як гербові марки.
| Невипущені в обіг марки ДРВ. Художник — Аршак Фетваджян | Невипущені в обіг марки ДРВ. Художник — Аршак Фетваджян |
| ------------------------------------------------------- | ------------------------------------------------------- |
|                                                         |                                                         |

Банкноти, створені А. Фетваджяном для ДРВ (1919)
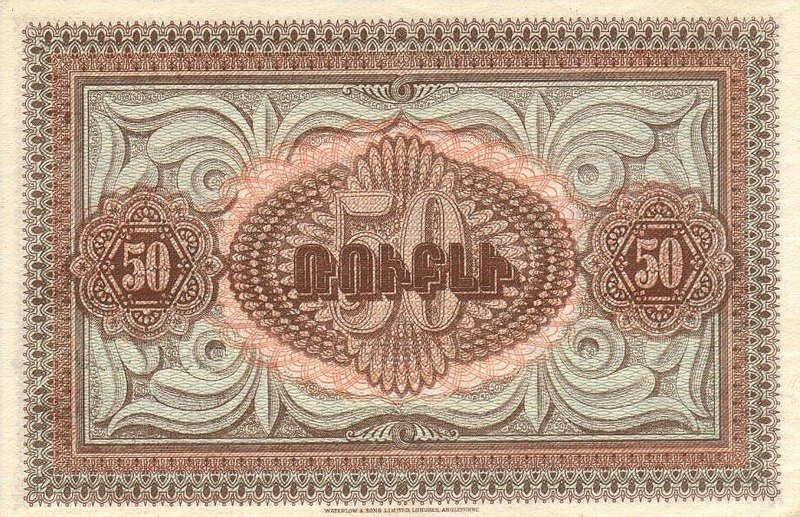
50 рублів (Реверс)
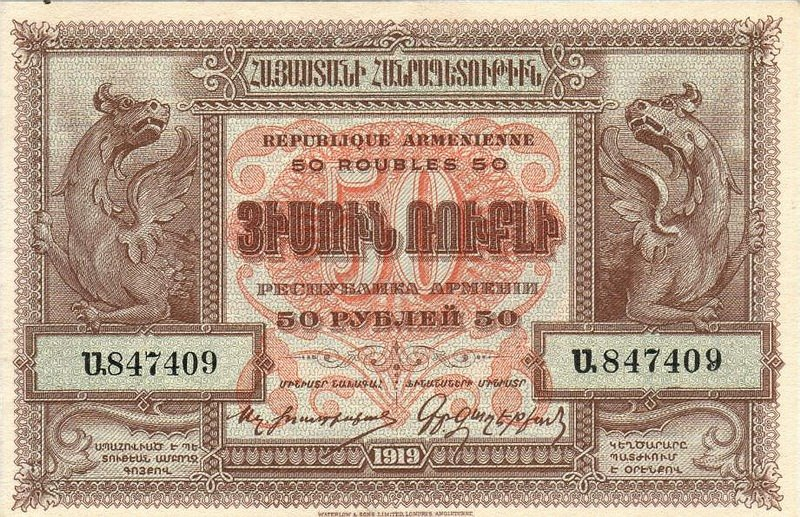
50 рублів (аверс)
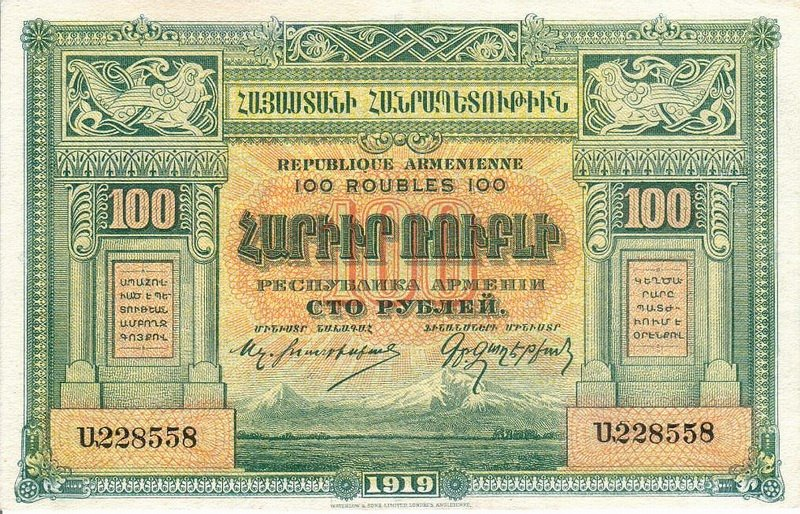
100 рублів (реверс)
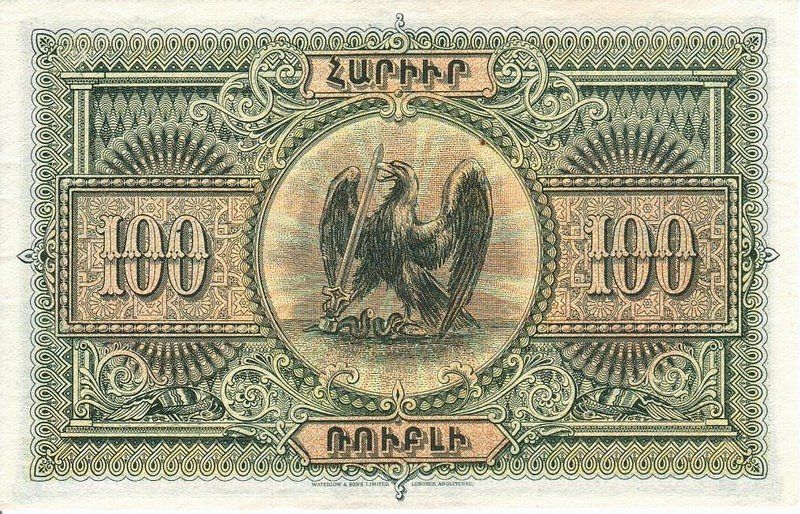
100 рублів (аверс)
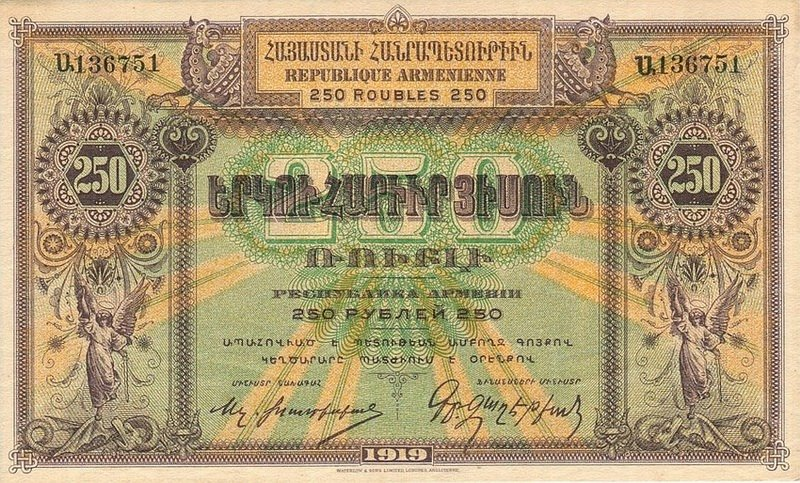
250 рублів (реверс)
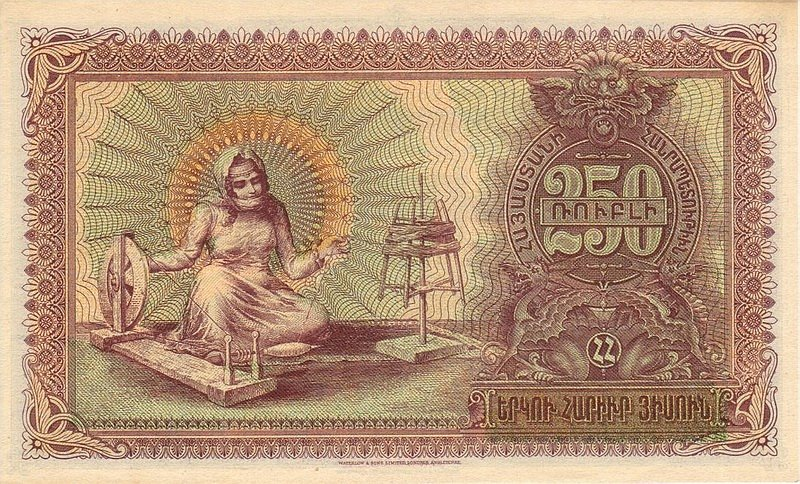
250 рублів (аверс)

### Еміграція
З Парижа, де Фетваджян контролював друк марок, до Радянської Вірменії художник не повернувся. Він продовжив виставлятися в престижних залах; так, наприклад, його художні роботи були помічені на показах в Луврі (1919, 1920) і Музеї Вікторії та Альберта. У 1922 році художник переїхав в США, спочатку в Нью-Йорк, а потім в Бостон. Аршак продовжував малювати і був введений в художні суспільства університетів Гарварда, Колумбії і Чикаго. Кілька разів він звертався до радянського уряду Вірменії з проханням про повернення, проте кожного разу отримував відмову.
Аршак Фетваджян помер в Медфорді (штат Массачусетс) в 1947 році. Його останки були перепоховані в Єревані

### Спадщина А. Фетваджяна
За більш ніж 20 років, присвячених мистецтву, Аршак Фетваджян створив щонайменше 2000 робіт, від олівцевих малюнків до копітко точної акварелі. Незважаючи на те, що кілька престижних американських університетів звернулися до нього з пропозицією видати його роботи, художник пожертвував всі свої картини, малюнки та архів Національному державному Музею Вірменської РСР (нині Національна галерея Вірменії). У заповіті Аршак написав: «Нехай буде благословенний той, хто виконає моє побажання» 